# Joe Stadelmann
Joe Stadelmann (geboren als Josef Stadelmann; * 5. Juni 1940 in Zürich; † 14. Juni 2003) war ein Schweizer Schauspieler, Autor und Regisseur.

## Leben
Nach seiner Ausbildung an der Zürcher Schauspielakademie kam Joe Stadelmann 1960 zum Schweizer Fernsehen. Zunächst als Regieassistent wurde er schon bald einmal zum gefragten Chef-Aufnahmeleiter für alle grösseren Live-Produktionen im Studio. Als man ihn zum Produktionsleiter befördern wollte, nahm er Ende 1981 den Hut; er wollte nicht an den Schreibtisch verbannt werden.
Er versuchte es dann als freier Regisseur, Autor und Produzent. Dabei erlitt er finanziell Schiffbruch. Er arbeitete mit vielen Laiengruppen, bis er durch Krankheit seine Sehkraft einbüsste.

## Auszeichnungen
- 1968: Literaturpreis des hessischen Autorenringes
- 1972: Preis der Vereinigung Zürcher Jugend- und Märchenbühne, 1. Preis
- 1975: TCS-Wettbewerb, 1. Preis
- 1976: Friedberger Literatur- und Dramenförderung, 1. Preis

## Werke

### Bühnenwerke
- Der Kiosk, Eigenverlag 1972
- König Hupedipuup, TCS, Zürich 1975 (auch als Dialekt-Hörspiel für Kinder vertont)

### Fernsehsendungen
- Drü Tag vorher, DRS 1964
- Die goldig Uhr, DRS 1970
- Die truurige Spielsache, DRS 1975
- Dä Röteli und d'Rakete, DRS 1977
- Jene aber..., DRS 1977

## Quelle
- Nachruf (PDF) in: Ensemble, Information für die Mitglieder des Schweizerischen Bühnenkünstlerverbandes SBKV, Nr. 42 (2003), S. 7 (298 kB)

| Personendaten    | Personendaten                               |
| ---------------- | ------------------------------------------- |
| NAME             | Stadelmann, Joe                             |
| ALTERNATIVNAMEN  | Stadelmann, Josef (Taufname)                |
| KURZBESCHREIBUNG | Schweizer Schauspieler, Autor und Regisseur |
| GEBURTSDATUM     | 5. Juni 1940                                |
| GEBURTSORT       | Zürich                                      |
| STERBEDATUM      | 14. Juni 2003                               |